# هفته مد میلان
هفتهٔ مُد میلان (به ایتالیایی: Settimana della moda) یک رویداد نیمه‌سالانه در میلان، ایتالیا است که در دو بخش بهاره/پاییزه در ماه‌های فوریه-مارس و پاییزه-زمستانه در ماه‌های سپتامبر-اکتبر هر سال برگزار می‌گردد.
این رویداد دنیای فشن، از سال ۱۹۵۸ در کنار هفته مد لندن، هفته مد پاریس و هفته مد نیویورک به یکی از مطرح‌ترین رویدادهای جهان در زمینه مد و لباس تبدیل شده‌است. این هفته‌های مد که در امتداد یکدیگر قرار دارند، به نحوی برنامه‌ریزی شده‌اند که ابتدا در نیویورک، سپس در لندن، بعد در میلان و در انتها در پاریس برگزار می‌شوند.
در سال ۱۹۵۸، هیئت ملی مد ایتالیا، با هدف ترویج و حمایت از طراحان مستعد تاسیس شد. در دهه‌های بعدی، برندهای ایتالیایی بیشتری به صحنه آمدند. تمرکز این برندها بر کالاهای تجملاتی‌ای بود که کمی مقرون به صرفه تر از نمونه‌ی پاریسی شان باشد؛ و علاوه بر آن در تولید پارچه‌های جدید نیز دستی داشتند. در حالی که شهرهای مختلف برای جلب توجه رسانه‌ها و خریداران‌ رقابت می‌کردند، جایگاه میلان به آرامی در حال رشد بود. در دوره‌ای که محبوبیت پوشاک آماده به شدت در حال افزایش بود، میلان به عنوان یک شهر شمالی با روابط گسترده در زمینه‌ی تولید، به مکانی ایده‌آل برای طراحان مد بدل شد. در سال ۱۹۶۱، دفتر مرکزی نشریه تازه تاسیس ووگ ایتالیا نیز به شهر میلان منتقل شد. سپس با فرا رسیدن دهه‌های ۱۹۷۰ و ۱۹۸۰ میلادی، تعدادی از طراحان مستقر در میلان، از جمله جورجو آرمانی و جیانی ورساچه، محبوبیت فراوانی یافتند و این امر به تثبیت جایگاه میلان به عنوان پایتخت مد کمک فراوانی کرد.
هفته مد میلان متعلق به اتاق ملی مد ایتالیا (به ایتالیایی: Camera Nazionale della Moda Italiana) است که یک مؤسسه غیردولتی به حساب می‌آید که وظیفه دسته‌بندی، همکاری و گسترش مد ایتالیا و همین‌طور برگزاری رویدادهای مرتبط با مد در میلان را برعهده دارد. این مؤسسه غیرانتفاعی ایتالیایی در ۱۱ ژوئن ۱۹۵۸ تأسیس و به ثبت رسید. این مؤسسه که نقش به سزایی در معرفی مد و طراحان برجسته ایتالیایی به جهان را دارد، در نام هیئت مؤسسان خود به دنبال می‌کشد، افرادی همچون:ماریو آنتونلی، روبرتو کاپوچی، پرنس کاراکسیولو ژینتی، آلبرتو فاگیانی، ژیوانی سزار گایدی، ژرمانا ماروسلی، امیلیو فدریکو شوبرت، سیمونتا کولونا دی سزارو، خوله ونزیانی، فرانچسکو بورلو، ژیوانی باتیستا گیورگینی و پیوترو پاریسیو. این افراد که هم‌اکنون اکثر آن‌ها افراد به نامی در زمینه مد به شمار می‌روند با تأسیس این مؤسسه، بر شهرت خود و همین‌طور معرفی مد میلان تأثیر به سزایی داشتند.
در میان برنامه‌های متعدد هفته مد میلان، بخش اختصاصی زنان شهرت بسیاری دارد. معرفی مد زنان به چند بخش لباس زنان، Milan SS Women Ready to Wear و مد دونا میلان تقسیم‌بندی می‌شود. در هفته مد بهاره/تابستانه نیز بخشی به لباس‌های مخصوص آقایان اختصاص داده شده‌است. مد آقایان نیز به چند بخش از جمله لباس مردان، مد اوموی میلان تقسیم‌بندی می‌شود.
هر سال در هفته مد میلان برندهای مطرحی همچون، روبرتو کاوالی، دولچه و گابانا، گوچی، پرادا و… حضور دارند.